# Friesenheim, Baden-Württemberg
Friesenheim är en kommun och ort i Ortenaukreis i regionen Südlicher Oberrhein i Regierungsbezirk Freiburg i förbundslandet Baden-Württemberg i Tyskland.
De tidigare kommunerna Heiligenzell och Oberweier uppgick i Friesenheim, Baden-Württemberg 1 januari 1972, Oberschopfheim 1 april 1972 samt Schuttern 1 januari 1975.